# Jossyp Bokschaj

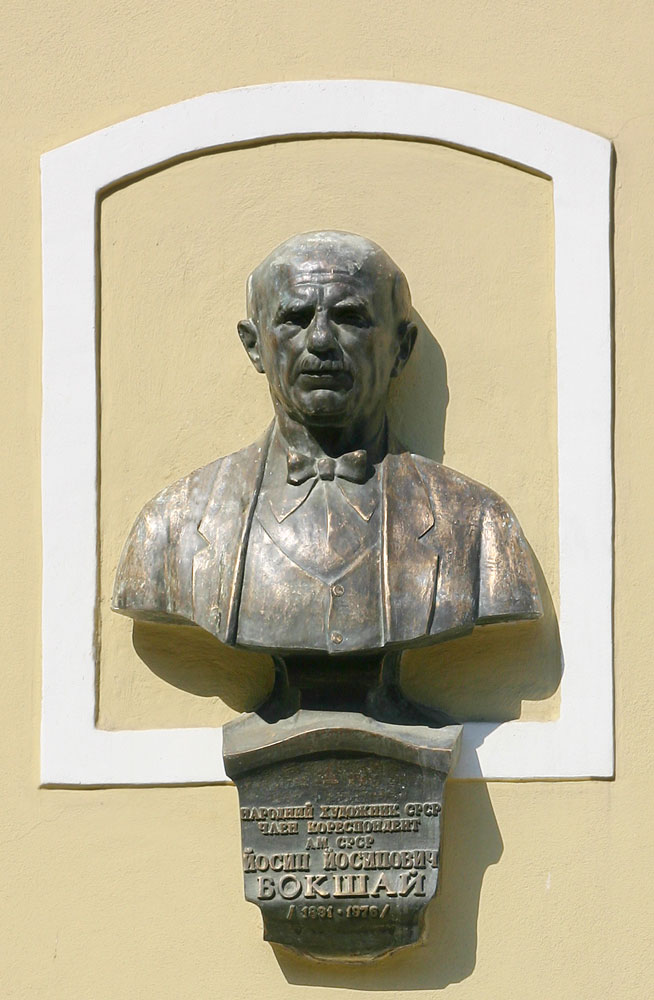
Bokschaj-Büste in Uschhorod

Jossyp Jossypowytsch Bokschaj (ukrainisch Йосип Йосипович Бокшай, wiss. Transliteration Josyp Josypovyč Bokšaj; * 2. Oktober 1891 in Kobylezka Poljana, Königreich Ungarn, heute Oblast Transkarpatien; † 19. Oktober 1975 in Uschhorod) war ein ukrainischer Maler. Er ist neben Adalbert Erdeli der bekannteste Vertreter der so genannten transkarpatischen Schule.

## Leben
Bokschaj, ein Priestersohn, besuchte das Gymnasium in Mukatschewo und studierte 1910 bis 1914 an der Budapester Kunstakademie bei Imre Révész, einem Vertreter des kritischen Realismus.
Im direkten Anschluss an sein Studium – bei Ausbruch des Ersten Weltkrieges – wurde er im September 1914 in die österreichische Armee eingezogen und geriet 1915 in russische Gefangenschaft. Zunächst in Lagerhaft, war er später als Gefangener beim Eisenbahnbau in Jekaterinoslaw eingesetzt. Ein Gutsbesitzer im Gouvernement Jekaterinoslaw, der ihn zum Schluss der Gefangenschaft eine Zeitlang beherbergte, ermöglichte ihm das Malen.
1918 wurde er in seine Heimat entlassen, war in Uschhorod zunächst als Maler tätig und erteilte am dortigen Gymnasium Zeichenunterricht. 1921 – die Karpatoukraine gehörte inzwischen zur jungen Tschechoslowakei – nahm Bokschaj an der ersten Kunstausstellung der Region teil und gründete 1922 die transkarpatische Künstlervereinigung. Seine erste größere Einzelausstellung hatte er 1926 in Prag. Zusammen mit Erdeli gründete Bokschaj 1927 die erste Kunstschule in der Karpato-Ukraine, die bis heute Bestand hat, in der Sowjetzeit zunächst als Fachoberschule, heute als Bokschaj-Erdeli-Kunst-College.
Bokschaj schuf hunderte Landschaftsgemälde und insbesondere in der Sowjetzeit realistisch-volkstümliche Monumentalwerke. Die Wandmalereien der Kathedrale in Uschhorod wurden 1939 von ihm ausgeführt, außerdem weitere Kirchenmalereien in der Karpatenregion sowie in Ungarn und der Slowakei. Nach dem Zweiten Weltkrieg kam die Karpato-Ukraine zur Sowjetunion; Bokschaj wurde in den 50er Jahren einer der führenden Vertreter des Oblast-Künstlerverbandes und erhielt die u. a. die Auszeichnung Volkskünstler der UdSSR. 1951 bis 1957 lehrte er am Lemberger Kunstinstitut. Außerdem war er seit 1958 korrespondierendes Mitglied der sowjetischen Kunstakademie.
Jossyp Bokschaj erblindete vier Jahre vor seinem Tod an den Folgen einer schweren Diabetes-Erkrankung und starb 1975 in Uschhorod. Sein Grab befindet sich auf dem Friedhof „Kalvarienberg“.
1990 wurde das Transkarpatische Regionale Kunstmuseum (Закарпатський обласний художній музей ім. Й. Бокшая) nach Jossyp Bokschaj benannt.